# Prototekoza
Prototekoza (łac. protothecosis) - to choroba wywołana przez pozbawione chlorofilu glony należące do rodzaju Prototheca.
Infekcja powstaje wskutek wniknięcia do skóry i powoduje umiejscowione zakażenia w obrębie skóry, tkanki podskórnej lub tkankach głębiej leżących (pochewki ścięgien, tkanka mięśniowa).
Rozpoznanie jest możliwe po wykonaniu posiewu lub histopatologicznym stwierdzeniu sporangiów z endosporami.
Leczenie polega na chirurgicznym usunięciu zmiany oraz dożylnym stosowaniu amfoterycyny B.